# 馬爾代夫的菲律賓人
馬爾代夫的菲律賓人多是僑民和外勞，在2009年有300人。

## 勞工問題
2009年，約60名在馬爾代夫的菲律賓建築工人尋求立即遣返回國，他們指控當地不公正的工作條件，包括未支付工資和缺乏實質性的食物和飲用水。
僱主往往只提供粥作為他們早餐和休息日食物，他們不得不依靠自己所捕獲的魚作為食物，他們也有集雨水為自己的飲用水。他們中許多人不得不尋找兼職工作，以便能夠購買食物和個人用品，如肥皂和藥品。